# Nicolás Siri
Nicolás Siri, né le 17 avril 2004 à Montevideo en Uruguay, est un footballeur uruguayen qui joue au poste d'attaquant au Montevideo City Torque.

## Biographie

### En club
Né à Montevideo, Nicolás Siri est formé par le Danubio FC, où il commence sa carrière professionnelle. Il joue son premier match le 20 septembre 2020, lors d'une rencontre de championnat face au CA Boston River. Il entre en jeu et les deux équipes se neutralisent (2-2 score final),.
Le 27 août 2021, Nicolás Siri rejoint le Montevideo City Torque.
Siri marque son premier but pour le club le jour de ses 19 ans, le 17 avril 2023, lors d'une rencontre de championnat face au Club Atlético Cerro. Il entre en jeu et participe à la victoire de son équipe par deux buts à zéro.

### En sélection
Nicolás Siri est convoqué avec l'équipe d'Uruguay des moins de 20 ans pour participer au Championnat d'Amérique du Sud des moins de 20 ans qui a lieu en janvier et février 2023,. L'Uruguay termine deuxième, et donc finaliste de la compétition après sa défaite face au Brésil (2-0),.

## Palmarès
Uruguay -20 ans
- Championnat d'Amérique du Sud
  - Finaliste en 2023
- Coupe du monde des moins de 20 ans
  - Vainqueur en 2023